# VÖV-Niederflurprototyp
Als VÖV-Niederflurprototyp oder als Niederflur-Stadtbahnwagen 2000 wurde eine Serie von Straßenbahn-Prototypen bezeichnet, die 1991 mit jeweils einem Exemplar an die Verkehrsbetriebe in Bonn, Düsseldorf und Mannheim geliefert wurden.
Ab Ende der 1980er Jahre wurde – vor allem aufgrund der damit ohne aufwändige Hochbahnsteige bei städtischen Bahnen umsetzbaren Barrierefreiheit – zunehmend über den Einsatz der Niederflurtechnik bei Straßenbahnfahrzeugen diskutiert. Auf Betreiben des damaligen Verbands öffentlicher Verkehrsbetriebe (VÖV) wurden schließlich drei Prototypen durch ein Konsortium der Firmen DUEWAG, Waggon Union, Linke-Hofmann-Busch, MBB und Siemens entwickelt und gebaut. Beteiligt waren auch weitere Zulieferer. Das Fahrzeugdesign stammte von Alexander Neumeister.
Die Fahrzeuge sollten der Erprobung der Niederflurtechnik und insbesondere der neuartigen, angetriebenen Einzelrad-Einzelfahrwerke (EEF) nach dem System des Aachener Professors Fritz Frederich dienen. Entsprechend wurden die drei Fahrzeuge in unterschiedlichen Konfigurationen erstellt:
- Mannheim: 1000 mm Spurweite (Meterspur), Einrichtungsfahrzeug, dreiteilig, vier EEF
- Düsseldorf: 1435 mm Spurweite (Normalspur), Einrichtungsfahrzeug, zweiteilig, drei EEF
- Bonn: 1435 mm Spurweite, zweiteilig, drei EEF

Die Prototypen zeigten sich sehr fehler- und störanfällig, insbesondere die angetriebenen EEF bereiteten große Probleme und führten dazu, dass die Fahrzeuge bereits nach kurzer Zeit abgestellt wurden. In allen drei Betrieben kamen die Fahrzeuge daher nie im regulären Linienverkehr zum Einsatz. Die beiden Prototypen aus Bonn und Mannheim wurden später verschrottet. Lediglich der Düsseldorfer Prototyp mit der Wagennummer 3601 ist auch heute noch erhalten. Er steht im Museum Linie D in Düsseldorf. Der Wagen ist nicht einsatzfähig.